# Krause Wasserähre
Die Krause Wasserähre (Aponogeton crispus) ist eine amphibisch lebende Pflanzenart aus der Familie der Wasserährengewächse (Aponogetonaceae).

## Beschreibung
Die mehrjährige krautige Pflanze erreicht eine Wuchshöhe von 30 bis 50 Zentimetern und bildet eine Knolle und eine Rosette aus. Die Blätter sind linealisch eiförmig und sind sehr zart und am Rand (kraus) gewellt. Die Blattoberfläche ist hell- bis dunkelgrün.
Die Chromosomenzahl beträgt 2n = 26, 32, 48 oder 52.
Die Krause Wasserähre kann aufgrund oberflächlicher Ähnlichkeiten in der vegetativen Morphologie bei überlappendem Verbreitungsbereich mit der Schwimmenden Wasserähre verwechselt werden.

## Vorkommen
Diese Art hat ihr natürliches Verbreitungsgebiet in Indien, Bangladesch und Sri Lanka.

## Aquaristik
Wie eine ganze Reihe der Wasserähren (Aponogeton) wird auch diese Pflanzenart im Fachhandel zur Bepflanzung von Aquarien angeboten. Diese Wasserährenart gehört jedoch bereits zu den anspruchsvollen Aquarienpflanzen, sie benötigt bei längerer Pflege eine Ruhezeit, in der sich die Knolle regenerieren kann. Der Lichtbedarf der Pflanze ist mittel bis hoch. Sie benötigt Wassertemperaturen zwischen 25 und 32 Grad Celsius. Sie eignet sich im Aquarium für die Bepflanzung des Hintergrunds und der Mittelzone und kann auch als Solitärpflanze verwendet werden. Aufgrund der Größe sollte das Aquarium, in dem sie gepflegt wird, mindestens 150 Liter Wasser fassen. Eine Kohlenstoffdioxid-Düngung wird empfohlen.